# Coruripe
Coruripe é um município do estado de Alagoas, no Brasil. Sua população estimada em 2019 era de 56 933 habitantes. Sua população vive principalmente do cultivo da cana-de-açúcar, coleta de coco, e da pesca, tendo, ainda, outras formas de subsistência como a cultura de maracujá, mamão, abacaxi, feijão, o artesanato, o comércio e o turismo.

## Toponímia
"Coruripe" deriva do tupi antigo e significa "no rio dos sapos", através da composição de kururu (sapo), 'y (rio) e -pe (em).

## História
Os índios Caetés foram os primeiros habitantes do local, que também recebeu influências culturais dos portugueses, franceses e holandeses.
O Rio Corurygip, batizado com esse nome pelos índios caetés que habitavam a região, significa “Rio de águas e peixes escuros”, deu nome ao município que teve a origem na Vila do Poxim. Com a construção e uma capela, nasceu o povoado, onde eram comercializados ativamente o pau-brasil e outras madeiras. O litoral coruripense ficou conhecido na história por ter sido palco de dois grandes naufrágios: o naufrágio da Nau Nossa Senhora D’Ajuda, que conduziu Don Pero Fernandes Sardinha a Portugal, em maio de 1556, e pelo naufrágio do navegador espanhol Don Rodrigo de Acuaná, em 1560.
Na segunda metade do século XIX, a prosperidade de Coruripe o fez superar a vila do Poxim, a qual era subordinada. Foi elevadas a vila em 1866, e a comarca em 1881. Em maio de 1892, recebeu fórum de cidade. Com a mudança da sede, a freguesia sob invocação de Nossa Senhora da Conceição foi também transferida para Coruripe.
Embora tenha seu desenvolvimento ligado à agroindústria açucareira, o município tornou-se mais conhecido pela beleza de suas praias que atraem cada vez mais turistas. Dentre os vários quilômetros de litoral, destacam-se as praias da Lagoa do Pau, ideal para a pratica de surf, as praias do Pontal de Coruripe, com uma barreira de corais e arrecifes formando uma verdadeira piscina de águas claras e cachoeiras, embelezando ainda mais o cartão postal, praias do Miaí de Baixo e Miaí de Cima e os Baixios de Dom Rodrigo, excelente para a pratica de mergulho. Além das belezas das praias, Coruripe conta ainda com a presença de rios e lagoas, encantando ainda mais os visitantes.
Durante boa parte do ano, Coruripe é sinônimo de festa, tendo inicio em janeiro com a festa de Bom Jesus dos Navegantes e a de São Sebastião, carnaval em fevereiro, São José do Poxim em março, Emancipação Política em maio, festas juninas, São Roque e o Festival de Cultura popular em agosto, e a festa de Nossa Senhora da Conceição.

## Patrimônio arquitetônico
Com o tempo, a cidade de Coruripe foi empobrecida culturalmente graças à perda de seus monumentos, a exemplo do coreto da praça central e do teatro municipal.
A igreja de São José do Poxim é um desses marcos, com sua frágil decoração em madeira. A origem desta obra de arte remonta à segunda metade do século XVIII, segundo uma data registrada em um lavabo na sacristia que diz 1762. Existem, porém, dúvidas sobre esta data: sendo assim, esta passaria a corresponder (não com certeza) ao ano de 1717, pois, no seguinte ano, 1718, seria proclamada sede da paróquia, segundo consta no livro de tombo, pelo bispo de Olinda. Nesta igreja, repousam relíquias do povoado tanto religiosas como históricas já que, desde 2006, passou a funcionar um pequeno museu em seu primeiro andar. Entre outras relíquias, podemos citar uma pesada cruz de madeira de origem desconhecida que se encontra na sacristia; a lendária imagem de São José do Poxim; e, segundo uma lenda, um túnel secreto.
A igreja Matriz de Nossa Senhora da Conceição de Coruripe é um dos cartões-postais da cidade. Antes de ser o que é hoje, foi, em primeiro lugar, uma pequena capela rústica. Graças a um incêndio, o antigo monumento foi destruído, dando lugar em 1887 à atual igreja. Este templo religioso possui um estilo eclético rico em detalhes onde se destacam algumas partes montáveis de madeira. Além disso, pode-se destacar algumas imagens históricas que aí estão, como as de São Sebastião, São José, Santo Antônio, Nosso Senhor Glorioso e a da Padroeira, entre outras, e os falecidos que aí repousam de maneira histórica nas paredes da sacristia. Este monumento perdeu, porém, boa parte de sua originalidade devido à ação do tempo em seu piso e forro originais e nas grades do altar. Conserva, porém, sua rica essência, destacada nos seus altares, coro e púlpito.
O farol do Pontal é um dos símbolos de Coruripe. Está presente no logotipo da prefeitura, no brasão do time de futebol e, desde 2006, no brasão da cidade. Foi construído em 1948 e pertence a um centro de sinalização náutica.

## Esporte
O clube de futebol da cidade é a Associação Atlética Coruripe. 
A categoria sub20 da associação atlética coruripe, foi campeão da copa do nordeste 2016, venceu a equipe do Ceará pelo placar de 01X00. Campeão Alagoano 2014, 2015, 2017

### O Estádio Gerson Amaral
O Estádio Municipal Gerson Amaral é um estádio de futebol da cidade de Coruripe, pertencente à prefeitura do município e atendendo à Associação Atlética Coruripe. Sua capacidade é de sete mil pessoas.

## Cultura
Destaca-se o folguedo do Mané do Rosário (Poxim), Cobra Jararaca (Pontal de Coruripe).

## Secretarias
Órgãos da Administração Pública do Município de Coruripe, as Secretarias servem de apoio ao Gestor Municipal para o desempenho das atividades de interesse coletivo. Hodiernamente, existem 13 secretarias no município, a saber: Secretaria Municipal de Administração, Secretaria  Municipal de Finanças, Planejamento e Desenvolvimento Econômico, Secretaria Municipal de Saúde, Secretaria Municipal de Educação,Secretaria de Comunicação,Secretaria de Agricultura, Secretaria Municipal de Assistência Social do Trabalho e da Mulher, Secretaria Municipal de Meio Ambiente, Secretaria Municipal de Esporte Lazer e igualdade Racial, Secretaria Municipal de Indústria e Comércio  economia Solidaria Pesca e Aquicultura, Secretaria Municipal de Trânsito e Transporte e Suprimentos, Secretaria Municipal de Cultura, Secretaria Municipal de Infraestrutura,Secretaria Municipal de Limpeza Pública, Departamento de Água e Esgoto Sanitário de Coruripe(DAESC), Secretaria Municipal de Apoio e Desenvolvimento de Pindorama. Cada uma desenvolvendo sua atividade particular tendo em vista a melhoria na vida dos cidadãos coruripenses.